# Taloyoak
Taloyoak ou Talurjuaq, conhecida como Spence Bay é um povoado localiado na Península de Boothia, em Nunavut, Canadá. O povoado está localizado a 460 km a leste de Cambridge Bay e 1.224 km noroeste de Yellowknife, Territórios do Noroeste.
Sua população de acordo com o censo de 2006 foi de 809, um aumento de 12,4% em relação ao censo de 2001. Tendo uma densidade de 21,5 quilômetros quadrados.
Sua área é de 37,65 quilômetros quadrados.